# Liste von Kraftwerken in Laos
Die Kraftwerke in Laos werden sowohl auf einer Karte als auch in Tabellen (mit Kennzahlen) dargestellt. Die Liste ist nicht vollständig.

## Installierte Leistung und Jahreserzeugung
Im Jahre 2016 lag Laos bzgl. der installierten Leistung mit 6,94 GW an Stelle 75 und bzgl. der jährlichen Erzeugung mit 29,74 Mrd. kWh an Stelle 66 in der Welt. Der Elektrifizierungsgrad lag 2016 bei 87,1 % (97,4 % in den Städten und 80,3 % in ländlichen Gebieten). Laos war 2016 ein Nettoexporteur von Elektrizität; es exportierte 8,469 Mrd. kWh und importierte 2,5 Mrd. kWh.

## Karte
| Don Sahong |

| Hongsa |

| Houay Ho |

| NamGnouang |

| Nam Leuk |

| Nam Lik |

| Nam Ngum 1 |

| Nam Ngum 2 |

| Nam Theun 2 |

| Theun |

| Xayaburi |

| Xeset |

| Xe-Pian Xe-Namnoy |

## Kalorische Kraftwerke
| Name des Kraftwerks | Inst. Leistung (MW) | Typ / Brennstoff | Status     |
| ------------------- | ------------------- | ---------------- | ---------- |
| Hongsa              | 1878                | Weichbraunkohle  | in Betrieb |

Das Braunkohlenkraftwerk Hongsa wurde 2016 in Betrieb genommen. Es liefert 1878 MW, davon werden vertraglich vereinbarte 1473 MW elektrische Energie 25 Jahre lang an die staatliche Electricity Generating Authority of Thailand (EGAT) nach Thailand geliefert. Dieses Kraftwerk sowie das Kraftwerk Mae Moh liegen in einem großen laotisch / thailändischen Braunkohlenrevier im Norden beider Länder. Das Projekt wurde durch neun thailändische Banken sowie durch die EGAT, Banpu (BPP) und Government of Lao PDR (GoL) cofinanziert. Eigentümer ist die staatliche Electricité du Laos (EDL).

## Wasserkraftwerke
Im Jahre 2015 waren in Laos Wasserkraftwerke mit einer installierten Leistung von 4,168 GW in Betrieb. Die Jahreserzeugung der Wasserkraftwerke betrug im selben Jahr 18,7 Mrd. kWh, von denen ca. 2/3 hauptsächlich nach Thailand und in geringerem Umfang nach Vietnam exportiert wurden. Stromexporte machten 2015 ca. 30 % der Exporterlöse von Laos aus. Im Juni 2017 waren in Laos 46 Wasserkraftwerke mit einer installierten Leistung von 6,444 GW in Betrieb, deren Jahreserzeugung bei 35 Mrd. kWh lag. Weitere 54 Wasserkraftwerke waren zu diesem Zeitpunkt im Bau.
| Name des Kraftwerks | Inst. Leistung (MW) | Fluss       | Status     |
| ------------------- | ------------------- | ----------- | ---------- |
| Ban Koum            | 1872                | Mekong      | Geplant    |
| Don Sahong          | 260                 | Mekong      | in Betrieb |
| Houay Ho            | 152                 | Houay Ho    | in Betrieb |
| Luang Prabang       | 1410                | Mekong      | Geplant    |
| Nam Gnouang         | 60                  | Nam Gnouang | in Betrieb |
| Nam Kong 3          | 54                  | ?           | in Bau     |
| Nam Nam Leuk        | 60                  | Nam Leuk    | in Betrieb |
| Nam Lik 1-2         | 100                 | Nam Lik     | in Betrieb |
| Nam Ngiep 1         | 290                 | Nam Ngiep   | in Betrieb |
| Nam Ngum 1          | 155                 | Nam Ngum    | in Betrieb |
| Nam Ngum 2          | 615                 | Nam Ngum    | in Betrieb |
| Nam Ngum 3          | 480                 | Nam Ngum    | in Bau     |
| Nam Ou 1            | 180                 | Nam Ou      | in Bau     |
| Nam Ou 2            | 120                 | Nam Ou      | in Betrieb |
| Nam Ou 3            | 210                 | Nam Ou      | in Bau     |
| Nam Ou 4            | 132                 | Nam Ou      | in Bau     |
| Nam Ou 5            | 240                 | Nam Ou      | in Betrieb |
| Nam Ou 6            | 180                 | Nam Ou      | in Betrieb |
| Nam Ou 7            | 210                 | Nam Ou      | in Bau     |
| Nam Theun 1         | 650                 | Nam Theun   | in Bau     |
| Nam Theun 2         | 1070                | Nam Theun   | in Betrieb |
| Pak Beng            | 1230                | Mekong      | Geplant    |
| Pak Chom            | 1079                | Mekong      | Geplant    |
| Pak Lay             | 1320                | Mekong      | Geplant    |
| Phou Ngoy (Lat Sua) | 686                 | Mekong      | Geplant    |
| Sanakham            | 700                 | Mekong      | Geplant    |
| Theun-Hinboun       | 500                 | Nam Kading  | in Betrieb |
| Xayaburi            | 1260                | Mekong      | in Betrieb |
| Xe Kaman 1          | 290                 | Xe Kaman    | in Betrieb |
| Xe Kaman 3          | 250                 | Xe Kaman    | in Betrieb |
| Xekaman Sanxay      | 32                  | Xe Kaman    | in Betrieb |
| Xe-Pian Xe-Namnoy   | 410                 | ?           | in Betrieb |
| Xeset               | 45                  | Tad Lo      | in Betrieb |

1. 1 2  Es handelt sich um ein binationales Kraftwerk.